# WVV Wageningen in het seizoen 1958/59
Het seizoen 1958/1959 was het vijfde jaar in het bestaan van de Wageningense betaaldvoetbalclub Wageningen. De club kwam uit in de Eerste divisie A en eindigde daarin op de 13e plaats. Tevens deed de club mee aan het toernooi om de KNVB beker, hierin werd in de tweede ronde, na verlenging, verloren van Rheden (2–3).

## Wedstrijdstatistieken

### Eerste divisie A
|       | AGOVV | Alkmaar '54 | BVV   | D.F.C. | De Graafschap | Eindhoven | Fortuna | Haarlem | Helmond | Leeuwarden | Limburgia | SVV   | Volendam | VSV   | ZFC   |
| ----- | ----- | ----------- | ----- | ------ | ------------- | --------- | ------- | ------- | ------- | ---------- | --------- | ----- | -------- | ----- | ----- |
| Thuis | 1 – 4 | 1 – 2       | 1 – 4 | 0 – 4  | 0 – 0         | 5 – 3     | 4 – 2   | 3 – 2   | 0 – 2   | 1 – 1      | 1 – 2     | 2 – 2 | 1 – 1    | 1 – 3 | 5 – 2 |
| Uit   | 2 – 2 | 4 – 1       | 0 – 6 | 6 – 2  | 8 – 2         | 6 – 1     | 3 – 4   | 2 – 2   | 2 – 3   | 5 – 2      | 4 – 1     | 5 – 2 | 6 – 2    | 1 – 0 | 0 – 3 |

### KNVB beker
| 1e ronde                                             | Wageningen                                           | 1 – 0 (1 – 0)                      | SC Bemmel                             |
| 1 januari 1959 Plaats: Wageningen De Wageningse Berg | Anton Lieftink 30'                                   |                                    |                                       |
| 2e ronde                                             | Rheden                                               | 3 – 2 (2 – 1, 2 – 2) Na verlenging | Wageningen                            |
| 30 april 1959 Plaats: Wageningen De Wageningse Berg  | Ben Zweers 30' Piet Wijnolts 35' Henk Zinnemers 117' |                                    | 15' Van Eijk 67' Charley van de Weerd |

## Statistieken Wageningen 1958/1959

### Eindstand Wageningen in de Nederlandse Eerste divisie A 1958 / 1959
| Stand | Gespeeld | Gewonnen | Gelijk | Verloren | Punten | Doelpunten voor | Doelpunten tegen |
| ----- | -------- | -------- | ------ | -------- | ------ | --------------- | ---------------- |
| 13e   | 30       | 8        | 6      | 16       | 22     | 59              | 88               |

### Topscorers
| #      | Naam                 | Goal |
| ------ | -------------------- | ---- |
| 1.     | Ton van de Weerd     | 23   |
| 2.     | Charley van de Weerd | 13   |
| 3.     | Puck Eliazer         | 10   |
| 4.     | Hans van Eeden       | 6    |
| 5.     | Henk Vreekamp        | 5    |
| 6.     | Jan Knevel           | 1    |
| 6.     | Joop van der Kolk    | 1    |
| Totaal | Totaal               | 59   |

| #      | Naam                 | Goal |
| ------ | -------------------- | ---- |
| 1.     | Van Eijk             | 1    |
| 1.     | Anton Lieftink       | 1    |
| 1.     | Charley van de Weerd | 1    |
| Totaal | Totaal               | 3    |